# Ligne de tramway 36 (SNCV Groupe du Centre)
La ligne 36 est une ancienne ligne du tramway du Centre de la Société nationale des chemins de fer vicinaux (SNCV) qui reliait Binche à La Louvière.

## Histoire
1903 : mise en service de la ligne entre Binche, Péronnes, Saint-Vaast, Bois du Luc et Bracquegnies, traction vapeur.
1907 : prolongement vers La Louvière et abandon de la section Saint-Vaast - Bracquegnies (repris par une autre ligne, voir ligne 37).
mai 1911 : électrification[réf. souhaitée].
1937 : attribution de l'indice 36.
2 juin 1973 : fusion avec la ligne 90 du réseau de Charleroi (réseau de Charleroi).